# NGC 6133
NGC 6133 – prawdopodobnie gwiazda potrójna znajdująca się w gwiazdozbiorze Smoka. Skatalogował ją Lewis A. Swift 23 października 1886 roku, opisując ją jako słaby, mały i wydłużony obiekt typu „mgławicowego”. Identyfikacja obiektu NGC 6133 nie jest pewna.